# 埃里克·莫斯
埃里克·莫斯（挪威語：Erik Møse，1950年10月9日—）是一名挪威法官。

## 生平
他毕业于奥斯陆大学，并在日内瓦国际关系及发展高等学院攻讀碩士學位。1981年开始，他在奥斯陆大学任教。随后他成为艾塞克斯大學研究员 ，後來又獲得名誉博士学位。 他曾於1999年至2003年期間担任卢旺达问题国际刑事法庭副庭长，并于2003 年至 2007年担任卢旺达问题国际刑事法庭庭长。2008年擔任挪威最高法院法官。2011年成為欧洲人权法院法官。2022年3月，联合国人权理事会通过决议，决定设立一个由三名人权专家组成的独立国际调查委员会，負責調查2022年俄羅斯入侵烏克蘭期間的戰爭罪行，埃里克·莫斯擔任主席。